# Penser/Classer
Penser/Classer és un llibre pòstum de l'escriptor francés Georges Perec (1936-1982), publicat el 1985 en la col·lecció Textes du XXe siècle, de l'editorial  Hachette.
El llibre, semblant al també pòstum L'infraordinari (1989), correspon a una compilació de textos que l'escriptor havia publicat en diaris i revistes entre el 1976 i el 1982. El darrer text, que dona títol a l'obra, fou l'últim escrit seu publicat abans de la seua mort. Els textos es caracteritzen per la cerca de classificacions d'aspectes trivials del món, amb una mirada sensible i poc convencional.
L'estructura del llibre, la realitzà Maurice Olender, amb la col·laboració d'Éric Beaumatin, Marcel Benabou i Ewa Pawlikowska, membres del consell administratiu de l'Associació Georges Perec.

## Estructura i contingut
L'assaig, precedit per una "Nota preliminar" signada per "M. O" —inicials del compilador, Maurice Olender—, es divideix en tretze capítols o seccions, algunes de les quals es classifiquen en altres subseccions. Els títols i subdivisions que figuren en l'índex, el seu contingut, així com la procedència dels textos, són:
| Capítol | Contingut |
| --- | --- |
| «Notes sur ce que je cherche»: Le Figaro, 8 de diciembre de 1978, p. 28. Traduït al castellà por R. Conte en El Urogallo, n.º 1, 1986. | Classificació de a seua obra en quatre camps: sociològic (observació de la quotidianitat), autobiogràfic, el joc literari; i novel·lesc (el gust de narrar històries) |
| II. D'alguns usos del verb "viure" | Maneres de dir on es viu, depenent de l'interlocutor |
| III. Notes sobre els objectes que m'ocupen la taula de treball | Inventari dels objectes que hi ha damunt la taula de treball de casa; sobre l'ús, temporalitat i raons perquè hi siguen |
| IV. Tres cambres retrobades I. Blévy: la petita cambra del primer pis II. Nivillers III. Enghien | Intent de recordar com eren uns espais on va ser fa temps. A Maillbois visqué mentre estudiava; a Nivillers hi havia una bonica masia en què passà uns dies d'estiu als quinze anys; i en una casa d'Enghien-les-Bains es feu el 1946 o 1947 un tractament per a la sinusitis |
| V. Notes breus sobre l'art i la manera d'ordenar llibres 1. De l'espai 1.1. Generalitats 1.2. Cambres on es poden guardar llibres 1.3. Llocs on es poden posar llibres 1.4. Coses que no són llibres i que es troben sovint a les biblioteques 2. De l'ordre 2.1. Maneres d'ordenar llibres 2.2. Llibres molt fàcils d'ordenar 2.3. Llibres no massa difícils d'ordenar 2.4. Llibres quasi impossibles d'ordenar 2.5. "Com els borgians bibliotecaris de Babel» | Presenta amb exemples la necessitat d'enfrontar dos problemes quan s'organitza una biblioteca personal: l'espai i l'ordre dels llibres |
| VI. Dotze mirades obliqües 1. El fabricant de roba de confecció 2. El marroquiner 3. Els "must" 4. Parèntesi en forma d'anècdota 5. Cites 6. Preguntes, 1 7. I tanmateix 8. Preguntes, 2 9. Alternatives 10. O millor: 11. Les "Notes de capçalera" 12. O bé, per acabar: | Mirades crítiques, iròniques i lúdiques sobre la moda, principalment en el vestuari i els accessoris de confecció. En la subsecció «Alternatives» distingeix entre "variació de la periodicitat", "multiplicació dels camps", "exacerbació del laxisme", "exasperació de les preferències", i "també podem imaginar una moda amb un punt d'aplicació no temporal, sinó espacial" |
| VII. Els llocs d'un estratagema | Records de les sessions amb el seu psicoanalista, molt semblants, que tingué durant quatre anys |
| VIII. Me'n recorde de Malet & Isaac Títols Apartats Cursiva Imatge i llegenda Letres en negreta | Extractes de llibres de text de història francesa i d'Europa, que per a Perec "il·lustren amb eficàcia (...) l'ensenyament d'aquesta història fingida en què els fets, les idees i els (grans) personatges encaixen com peces d'un trencaclosques" |
| IX. 81 receptes de cuina per a principiants | 81 formes de preparar llenguado, conill o pedrer |
| X. Llegir: esbós sociofisiològic I. El cos Els ulls La veu, els llavis Les mans Postures II. L'entorn Lapses El cos L'espai social Transports Viatges Diversos | Notes sobre aspectes sociològics i fisiològics en el lector quan llig; quan i on llegir; com afecta l'entorn a la lectura? En l'apartat sobre «El cos», tracta els aspectes de l'«aliment», «el bany», «les necessitats naturals» i «el son» |
| «De la difficulté qu'il y a à imaginer une Cité idéale»: La Quinzaine littéraire, n.º 353, 1 de agosto de 1981, p. 38. Traducido al castellano por Eric Beaumatin en «El sueño de las ciudades», Caracola, n.º 3-4, 1989. | Llista de llocs on a l'autor a voltes li agradaria viure, però no sempre |
| XII. Consideracions sobre les ulleres | Reflexions sobre les ulleres, des del punt de vista neutral d'algú que no té problemes de visió, però que té ulleres per a altres fins |
| XIII. Pensar/Classificar D) Sumari A) Mètodes N) Preguntes S) Exercicis de vocabulari U) El món com a trencaclosques R) Utopies E) Vint mil llegües de viatge submarí L) Raó i pensament I) Els esquimals G) L'Exposició Universal T) L'alfabet C) Les classificacions O) Les jerarquies P) Com classifique F) Borges i els xinesos H) Sei Shônagon V) Les inefables alegries de l'enumeració M) El llibre dels rècords X) Baixesa i inferioritat Q) El diccionari B) Jean Tardieu J) Com pense K) Aforismes W) "En una xarxa de línies que s'entrellacen" Y) Diversos Z) ? | Reflexions, classificacions i enumeracions que li foren impossibles d'organitzar en un conjunt |